# الدهوارة
الدهوارة التابعة لدائرة حمام النبايل  هي إحدى بلديات ولاية قالمة الجزائرية الأربعة والثلاثون

## الموقع
تقع البلدية في أقصى شرق الولاية مع حدود ولاية سوق أهراس وبالتحديد مع بلدية الحنانشة.
تتكون البلكية من عدك قرى أهمها:
- عين مباركة (مركز البلدية)
- القراير
- الربابية
- المشاتي:
  - فج الرامول
  - بسباسة

## السكان
تعداد السكان
2002: 7791 
2008 : 7886 